# Tewfik Saleh
Tewfik Saleh (arab. توفيق صالح; ur. 27 października 1926 w Aleksandrii, zm. 18 sierpnia 2013 w Kairze) – egipski reżyser. 
W 1949 ukończył literaturę angielską i następnie, do roku 1951 kształcił się w Paryżu jako reżyser. Debiutował w 1955 filmem "Darb al-mahabil", który napisał wspólnie z Nadżibem Mahfuzem. Wraz z Youssefem Chahine pracował nad filmem "Iskanderija, kaman oue kaman".

## Filmografia
- 1955 – Darb al-mahabil
- 1962 – Sira' al-abtal
- 1967 – Al-sayyid bulti
- 1968 – Yaumiyat na'ib fi-l-aryaf
- 1968 – Al-moutamarridoune
- 1973 – Al-makhdu'un
- 1980 – Al-ayyam al-tawila